# Mama Cocha
Mama Cocha var havets gudinna i inkafolkets mytologi. Hon var gift med Viracocha och de fick solguden Inti och mångudinnan Mama Killa. Hon tillbads som havets gudinna av fiskare och regnets gudinna av jordbrukare.